# Juan Anacleto Araneta
Juan Anacleto Torres Araneta (Bago, 13 luglio 1852 – 3 ottobre 1924) è stato un imprenditore e rivoluzionario filippino, pioniere della coltivazione della canna da zucchero nella regione di Negros. Il 5 novembre 1898, nell'ambito della Rivoluzione filippina contro gi spagnoli, proclamò la República de Negros nella cittadina di Bago.

## Biografia
Nacque da Romualdo Araneta e Agueda Torres a Bago, Negros Occidental, dove i genitori si erano trasferiti dalla città di Molo, attuale distretto di Iloilo, sulla vicina isola di Panay. La famiglia faceva parte di un numeroso gruppo di famiglie anche di origine cinese che a metà Ottocento emigrarono a Negros per sviluppare la coltivazione della canna da zucchero, importata dagli spagnoli e che divenne in breve tempo una notevole ricchezza per l'economia di quell'isola. In particolare si ricordano Simeon Ledesma e Lucio Lacson, di sangue cinese e provenienti da Jaro, sull'isola di Panay, che giunsero a Silay e impiantarono grandi haciendas a Bagacay e Binonga seguiti a breve da altre famiglie di Iloilo: Locsin, de la Rama e Jalandoni.
Araneta frequentò l'Università dell'Ateneo di Manila dove si diploma come perito mercantile. Al termine degli studi ritornò a Bago dove impiantò la sua hacienda e venne eletto capitan municipal della cittadina. Rimasto vedovo con 9 figli nel 1891, organizzò un viaggio in Europa e negli Stati Uniti; fu durante quell'esperienza che Araneta venne in contatto con gli ambienti rivoluzionari filippini e perfezionò le proprie conoscenza nell'ambito agrario.
Al ritorno nelle Filippine le autorità spagnole requisirono le sue proprietà di Bago e Araneta si trasferì quindi a Canlaon dove impiantò una nuova azienda agricola arricchita da nuovi macchinari importati dall'Inghilterra.

## La Repubblica di Negros (1898)

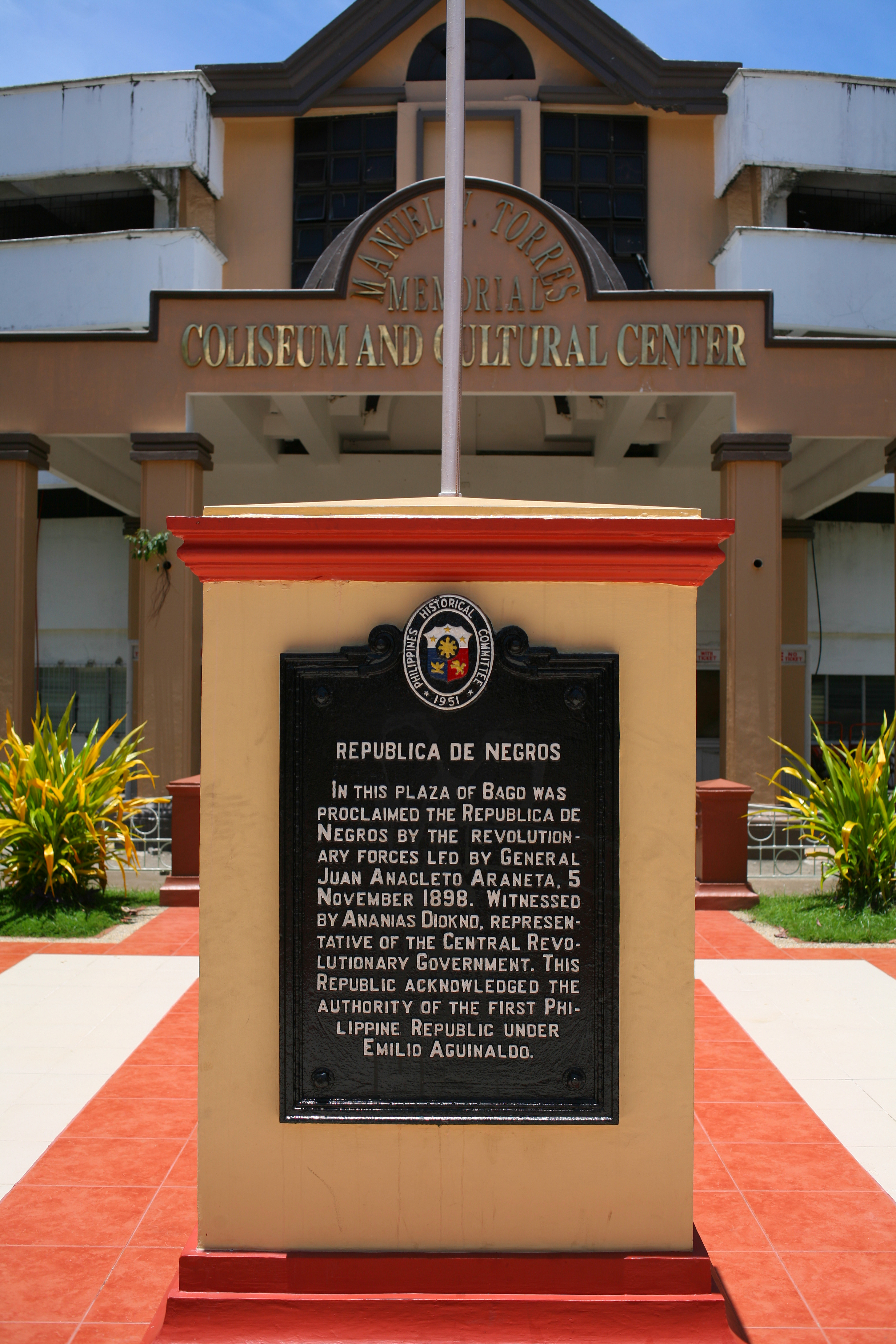
Targa commemorativa della Repubblica di Negros a Bago

In quel periodo i primi fermenti della rivoluzione contro gi spagnoli si stavano propagando nelle zone rurali dell'arcipelago: allarmate da quei focolai rivoluzionari le autorità coloniali incarcerarono i rivoluzionari più in vista; anche Araneta, malvisto per le sue posizioni liberali, venne arrestato e imprigionato dal gennaio al marzo 1897. Riacquistata la libertà Araneta costituì immediatamente un nucleo di forze rivoluzionarie a Negros insieme agli hacienderos Aniceto Lacson, Leandro Locsin e Nicolas Golez: Araneta era a capo del comando sud e Lacson del comando nord. Il 5 novembre 1898 alzò la bandiera rivoluzionaria filippina nel centro di Bago e proclamò la nascita delle Repubblica di Negros; il giorno dopo, alla testa di un gruppo di uomini armati di attrezzi agricoli, di bastoni di legno assomiglianti da lontano a fucili e da poche armi da fuoco, marciò da sud verso Bacolod, capoluogo di Negros Occidental, mentre Lacson e il suo gruppo marciava da nord.
Dal campanile della Cattedrale di Bacolod il colonnello Isidro de Castro, governatore politico-militare di Negros, vedendo i due gruppi armati marciare verosimilmente armati da due direzioni inviò Jose de Luzurriaga e Manuel Fernandez Yuson a trattare la resa della guarnigione spagnola e delle poche guardie presenti. Ottenuta la resa degli spagnoli Araneta e Lacson istituirono il 7 novembre 1898 a Bacolod una forma di governo locale di cui Araneta, nominato generale, era Segretario alla guerra e Lacson Presidente. Il Governo tuttavia durò poco: il 28 dicembre di quello stesso anno gli americani, che avevano occupato le Filippine in seguito al Trattato di Parigi, entrarono a Bacolod e Araneta e Lacson si arresero alla superiorità militare delle truppe statunitensi lasciando il posto a un governo militare americano.

## Dopo la rivoluzione
Terminata così la sua attività di rivoluzionario, Araneta tronò a occuparsi delle sue aziende agricole che sviluppò con l'acquisto di muovi macchinari e il perfezionamento delle coltivazioni con lo sviluppo del cacao, del riso, dei fagioli e della abaca. Costruì il mulino per canna da zucchero di Ma-ao.
Araneta morì nel 1924 lasciando 9 figli avuti dalla prima moglie e 13 dalla seconda.